# 滋賀県立盲学校
滋賀県立盲学校（しがけんりつ もうがっこう）は、滋賀県彦根市にある県立盲学校。視覚障害のある幼児・児童・生徒が学ぶ。

## 所在地
- 滋賀県彦根市西今町800
  - JR西日本 東海道本線（琵琶湖線） 南彦根駅 から徒歩約15分

## 設置学部と教育
- 幼稚部。一般の幼稚園に準ずる教育を行う。
- 小学部。小学校に準ずる教育を行う。
- 中学部。一般の中学校に準ずる教育を行う。
- 高等部
  - 普通科。高等学校普通科に準ずる課程では、一般の高等学校と同じ教科を学習するため、理療科への進学の他、大学・短期大学・専門学校への進学や就職を目指す者もいる。
  - 保健理療科。中学校卒業者が受験可能な課程であり、高等学校の教科に加え、按摩マッサージ指圧師の国家試験に向けた勉強を行う。
  - 専攻科保健理療科。按摩マッサージ指圧師の国家試験に向けた勉強を行う。高等学校卒業やそれと同等の学力を有すると認められた者が受験可能な課程である。
  - 専攻科理療科。按摩マッサージ指圧師に加え、鍼師・灸師の国家試験に向けた勉強を行う。

## 歴史
- 1908年（明治41年）3月23日 - 訓盲院として開校。
- 1908年（明治41年）4月1日 - 私立彦根訓盲院に改称。
- 1924年（大正13年）7月29日 - 私立彦根盲学校に改称。
- 1927年（昭和2年）4月1日 - 中学部別科を設置。
- 1928年（昭和3年）4月1日 - 県に移管となり、滋賀県立盲学校と改称。
- 1937年（昭和12年）5月7日　- ヘレン・ケラー女史来校[1]
- 1948年（昭和23年）9月22日 - 高等部本科を設置。
- 1950年（昭和25年）4月1日 - 高等部別科を設置。
- 1951年（昭和26年）3月21日 - あんま師、はり師、きゅう師養成学校に認定。
- 1951年（昭和26年）4月1日 - 高等部専攻科を設置。
- 1967年（昭和42年）3月26日 - 現在地に新築・移転。
- 1973年（昭和48年）4月1日 - 高等部普通科及び保健理療科を設置。
- 1974年（昭和49年）3月31日 - 高等部別科を廃止。
- 1975年（昭和50年）3月31日 - 高等部本科を廃止。
- 1975年（昭和50年）4月1日 - 高等部専攻科理療科を設置。
- 1977年（昭和52年）3月31日 - 高等部専攻科を廃止。
- 1980年（昭和55年）4月1日 - 幼稚部を設置。
- 1998年（平成10年）4月1日 - 高等部専攻科保健理療科を設置。

## 著名な卒業生
著名な卒業生に、陸上選手としてパラリンピックに出場した藤井由美子、ミュージシャンの香介がいる。